# 好間村
好間村（よしまむら）とは、福島県石城郡にあった村。現在の好間地区である。現在は好間工業団地を除いていわき市好間町○○と表記される。
現在のいわき市の中央部に位置している。かつては常磐炭田で栄えた。石炭産業の最盛期には人口2万人以上を数え、22295人にもなって、1953年（昭和28年）当時は人口日本一の村でもあった。しかしエネルギー革命による石炭産業の衰退により人口は減少。いわき市になる直前の1965年には人口が約1万2000人と、最盛期の約半分にまで減少した。
村の中央部を好間川が東西に流れ、好間川渓谷は景勝地として有名だった。村の西部は阿武隈山地に位置し、石炭業の中心であった。

## 地区
- 好間町榊小屋
- 好間町大利
- 好間町北好間
- 好間町上好間
- 好間町中好間
- 好間町下好間
- 好間町小谷作
- 好間町愛谷
- 好間町今新田
- 好間町川中子
- 好間工業団地

## 地理
- 山：三大明神山、水石山、閼伽井岳
- 河川：好間川、夏井川

## 歴史
- 1889年 - 北好間村、下好間村、上好間村、中好間村、今新田村、川中子村、愛谷村、小谷作村が合併し好間村となる。
- 1955年 - 箕輪村の一部が好間村と合併し好間村となる。
- 1966年 - 磐城市・内郷市・常磐市・平市・勿来市・小川町・遠野町・久之浜町・四倉町・大久村・川前村・田人村・三和村との合併によりいわき市が誕生。

## 教育

### 高等学校
- 福島県立好間高等学校

### 中学校
- 好間村立好間中学校

### 小学校
- 好間村立好間第一小学校
- 好間村立好間第二小学校
- 好間村立好間第三小学校
- 好間村立好間第四小学校

## 交通
道路
- 国道49号

鉄道
- 村の東部を磐越東線が通っている（村内に駅はなし）。

## 観光
- 好間川渓谷